# Hikuwai (rivière)
La rivière Hikuwai  (anglais : Hikuwai River ) est un cours d’eau du nord-est de l’Île du Nord de la Nouvelle-Zélandedans le district de Gisborne et la région de Gisborne et un affluent du fleuve Uawa.

## Géographie
Elle s’écoule vers le sud à travers une vallée située entre deux lignes de collines au nord de la Tolaga Bay, et pour la plus grande partie de sa longueur, elle court parallèlement à la côte de l’Océan Pacifique, qui siège à 5 km à l’est. La rivière est un affluent du fleuve Uawa, et la rejoint à 10 km avant que la rivière Uawa ne se déverse dans la mer au niveau de Tolaga Bay.